# 3伝票制
3伝票制（さんでんぴょうせい）とは、簿記における伝票制の一種。入金伝票、出金伝票、振替伝票の3つの伝票を使用して取引内容を扱う伝票制である。仕訳帳の代わりにこの伝票を使用している企業も多い。

## 処理方法

### 入金伝票処理
現金を受け取ったときに起票する伝票処理である。入金伝票（現金の入金取引を記入する伝票）を用いる。

### 出金伝票処理
現金を支払ったときに起票する伝票処理である。出金伝票（現金の出金取引を記入する伝票）を用いる。

### 振替伝票処理
現金以外での取引を行ったときに起票する伝票処理である。振替伝票（現金以外の取引を記入する伝票）を用いる。